# Castro Peak
Castro Peak är en bergstopp i Antarktis. Den ligger i Sydshetlandsöarna. Argentina, Chile och Storbritannien gör anspråk på området. Toppen på Castro Peak är 13 meter över havet.
Terrängen runt Castro Peak är varierad. Havet är nära Castro Peak åt sydväst. Trakten är glest befolkad. Närmaste befolkade plats är St. Kliment Ohridski Base, 8,4 kilometer norr om Castro Peak. 